# Aethernieuws
Aethernieuws was een Nederlands verzetsblad uit de Tweede Wereldoorlog, dat vanaf 30 december 1944 tot en met 31 mei 1945 in Voorburg werd uitgegeven. Het blad verscheen dagelijks in een oplage tussen de 1650 en 2150 exemplaren. Het werd gestencild en de inhoud bestond voornamelijk uit nieuwsberichten.
De redactie werd gevoerd door ir. P. van Voorthuyzen, G.J.G. de Haan, C.P. de Graaff en M.C. de Graaff. In het begin publiceerden zij een blad onder de titel Nederland en Oranje waarin slechts de instructies werden vermeld, die via de radio door de regering in Londen werden uitgevaardigd. Na enige tijd werd echter ook het oorlogsnieuws opgenomen. Vanaf 1945 werd de titel uit veiligheidsoverwegingen veranderd in Aethernieuws. Ook de nummering werd gewijzigd. Als bijlage verscheen het Zaterdagavondblad.

## Betrokken personen
- P. van Voorthuyzen
- C.P. de Graaff
- M.C. de Graaff
- G.J.G. de Haan

## Gerelateerde kranten
- Nederland en Oranje (verzetsblad, Voorburg)[1]
- Zaterdagavondblad (verzetsblad, Voorburg)[2]